# Plein soleil
Plein soleil (bra: O Sol por Testemunha; prt: À Luz do Sol) é um filme franco-italiano de 1960, do gênero drama, dirigido por René Clément.
O roteiro, escrito por Clément e por Paul Gégauff, foi baseado no livro The Talented Mr. Ripley de Patricia Highsmith.
No Brasil, voltou a ser exibido nos cinemas em novembro de 2024 após entrar na programação do Festival Varilux.

## Sinopse
Tom Ripley se diz enviado à Itália para persuadir o rico Philippe Greenleaf a retornar aos Estados Unidos e assumir os negócios do pai dele. Philippe não conhece Tom, que se diz seu amigo de infância, mas o acha engraçado e talentoso e o aceita como companheiro de boemia, não tendo a menor intenção de retornar ao seu país como quer o pai.

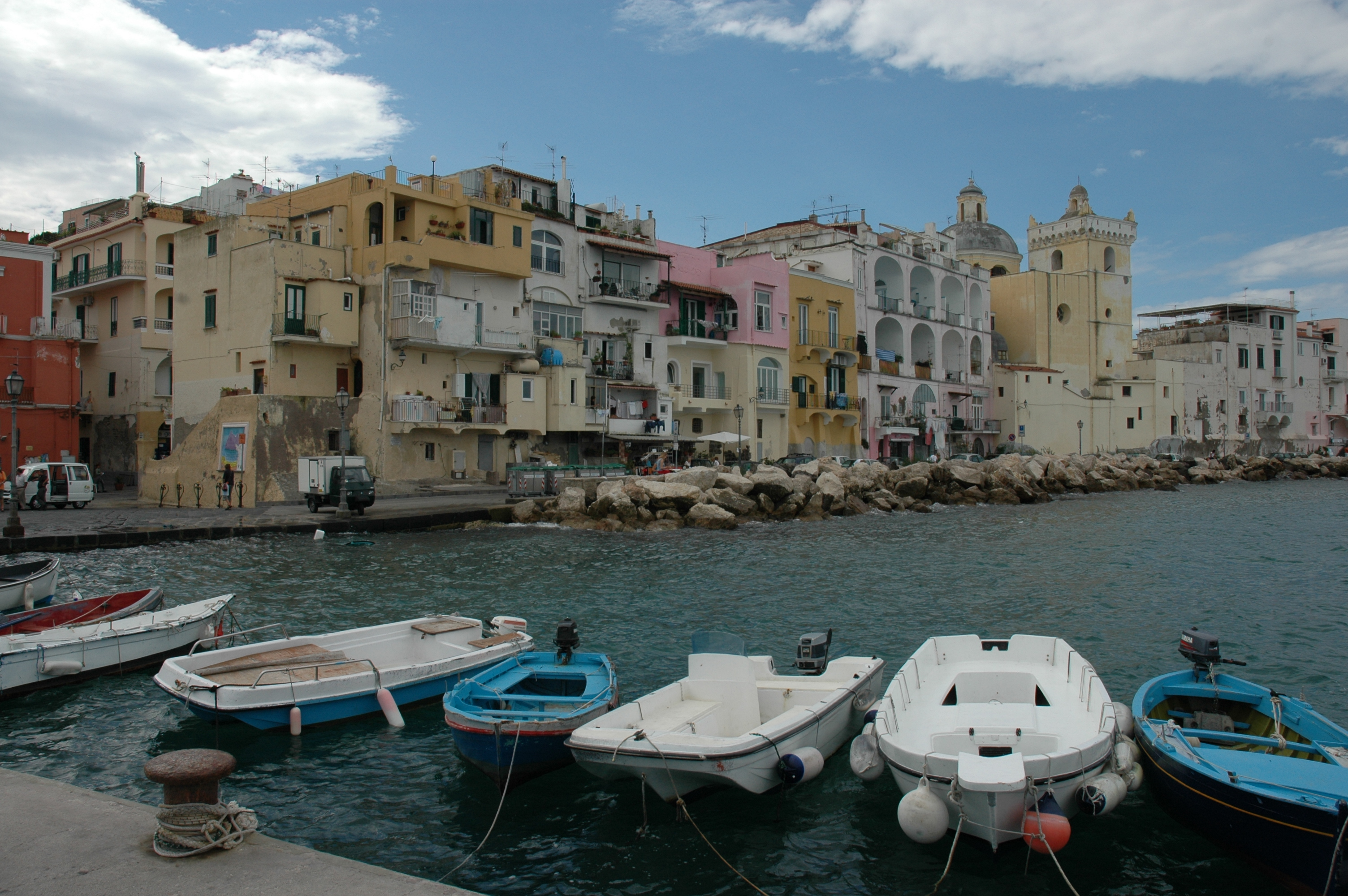
Cenário do atracadouro da ilha de Ischia ("Mongibello" no romance de Patricia Highsmith)

Philippe tem uma relação tumultuada com sua namorada Marge e Tom também é atraído pela moça, sem que o casal de amantes saiba. Tom arma um plano para que o casal brigue e se separe. Logo a seguir, Tom mata Philippe e começa a se passar por ele, vivendo na Itália e gastando a fortuna do rapaz. Tom não consegue ficar longe de Marge e se corresponde com ela, como se fosse Philippe. Mas um amigo do falecido descobre o plano, o que faz com que Tom passe a ser vigiado pela polícia.

## Elenco
- Alain Delon como Tom Ripley / Philippe Greenleaf
- Maurice Ronet como Philippe Greenleaf
- Marie Laforêt como Marge Duval
- Erno Crisa como Riccordi
- Elvire Popesco como Madame Popova
- Frank Latimore como O'Brien
- Billy Kearns como Freddy Miles
- Viviane Chantel como Moça belga
- Ave Ninchi como Senhora Gianna
- Nerio Bernardi como Diretor da Agência
- Barbel Fanger como bailarina
- Lily Romanelli
- Nicolas Petro como Boris
- Paul Müller como Homem cego (não-creditado)
- Romy Schneider como companheira de Freddy (não-creditada)
- Jean Guels como coreógrafo

## Refilmagem
Em 1999, foi realizada uma refilmagem estadunidense, por Anthony Minghella, sob o título The Talented Mr. Ripley, estrelando Matt Damon e Gwyneth Paltrow.